# 養老孟司
養老 孟司（ようろう たけし、1937年11月11日 - ）は、日本の医師、医学者、解剖学者。東京大学名誉教授。医学博士。ニュース時事能力検定協会名誉会長。神奈川県鎌倉市出身。
2003年に出版された『バカの壁』は450万部を記録し、第二次世界大戦後の日本における歴代ベストセラー5位となった。

## 経歴
1937年（昭和12年）、小児科医の養老静江（1899〜1995年）と養老文雄（三菱商事勤務）の次男として神奈川県鎌倉市で生まれる。4歳の時に父親を結核で亡くし、その後は鎌倉で小児科「大塚医院」を営む母・静江の腕一つで育てられる。
私立ハリス幼稚園（鎌倉市）を卒園し、鎌倉市立御成小学校、栄光学園中学校・高等学校、東京大学医学部を卒業後、東京大学医学部附属病院での1年間のインターン（研修医）を務める。しかし、そこで自分が医者に向いていないことを悟った。手術の際に患者の血液型を間違える医療事故を起こしかけ、このままでは注射の薬剤まで間違えるのではないかと思い、自分のミスは自分でなく患者に死をもたらすことに気づき完全に自信を失った。このような医療事故を3回経験したことから、患者と接する医者の道を諦めた。その後、精神科医を目指そうとしたが抽選に外れ、結果的に解剖学の道を志した。「医学においては死んだ人間を扱う解剖学が最も確実なものだ」と考えたのが理由だとしている。1967年（昭和42年）3月に東京大学大学院医学系研究科第一基礎医学専攻博士課程を修了し、医学博士の学位を取得。学位論文の題は「ウロコ形成におけるニワトリ胎児表皮の増殖と分化」。
職歴
東京大学医学部助手・助教授を経て、1981年（昭和56年）に解剖学第二講座教授となる。この間、1971年（昭和46年）から1972年（昭和47年）にかけてオーストラリアのメルボルン大学に留学した。
1989年から1993年（平成5年）は東京大学総合研究資料館館長を、1991年（平成3年）から1995年（平成7年）は東京大学出版会理事長を歴任した。
1995年（平成7年）春、東京大学を57歳で早期退官。
以後は短期で北里大学教授、大正大学客員教授を務めた。
執筆活動以外　

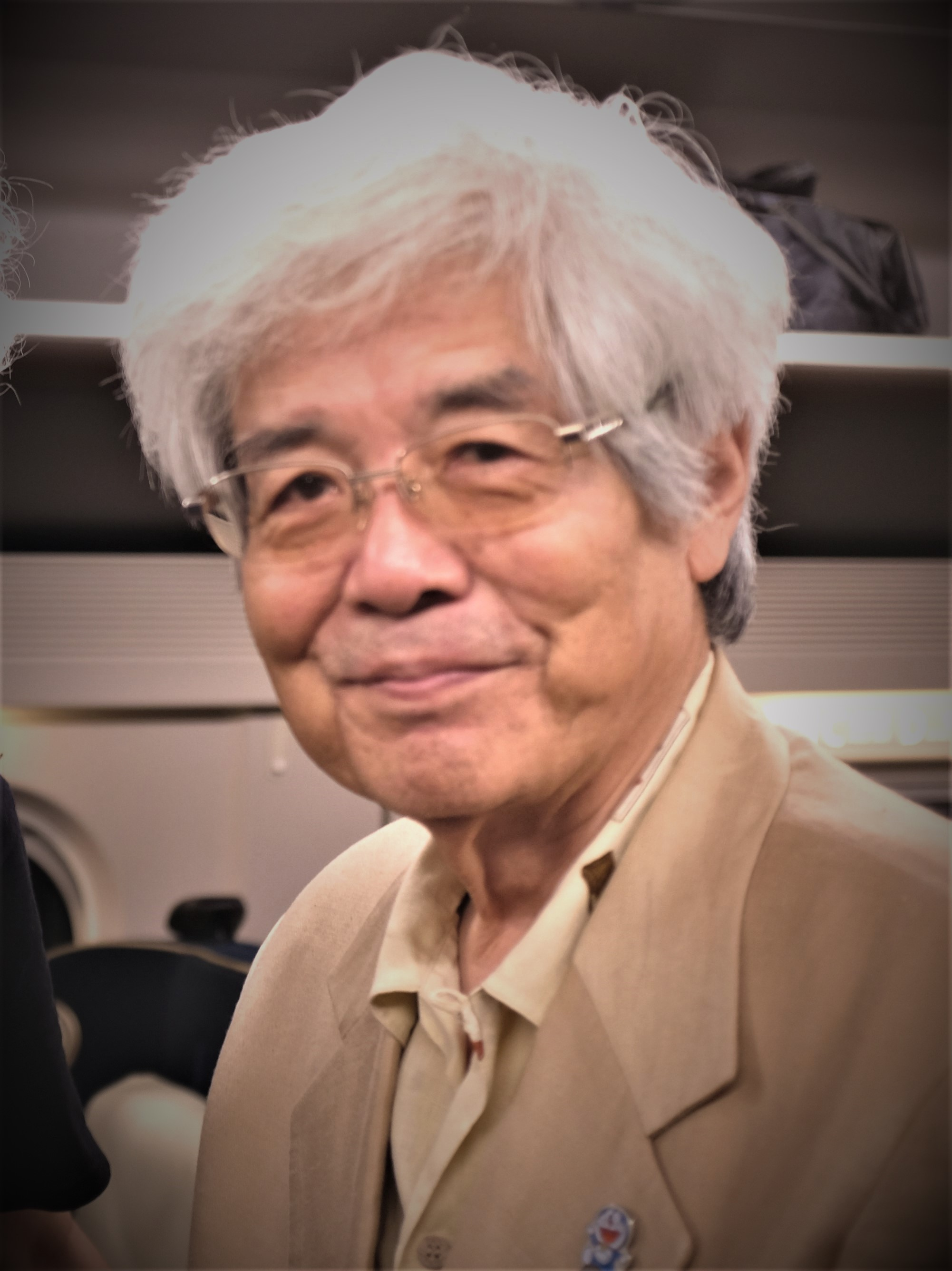
2016年7月27日、北陸新幹線「はくたか572号」11号車にて

各地で講演を行いつつ、代々木ゼミナール顧問、日本ニュース時事能力検定協会名誉会長、ソニー教育財団理事、21世紀高野山医療フォーラム理事を務めている。また、2006年の開館時から2017年3月まで京都国際マンガミュージアム初代館長を務め、2017年4月からは名誉館長に就任。その他には2017年時点で、小林秀雄賞、毎日出版文化賞、山本七平賞選考委員を務めている。2018年時点で、NPO法人「日本に健全な森をつくり直す委員会」委員長。2020年9月から、ミチコーポレーション・ぞうさん出版事業部の顧問に就任。
政府関係では農林水産省食料・農業・農村政策審議会委員を務めた。福島県須賀川市のムシテックワールド館長、日本ゲーム大賞選考委員会委員長。NPO法人「ひとと動物のかかわり研究会」理事長。
2020年6月26日、体調不良のため病院で検査を受けたところ心筋梗塞と診断された。集中治療室で2日間の治療を行い、2週間の入院を余儀なくされた。主治医によるといつ死んでもおかしくない状態であった。東京大学医学部附属病院を受診するのは26年ぶりであったが、70キログラム以上あった体重が1年で15キログラム減り、6月に入り体調が悪く、特に受診直前3日はやる気が出ず寝てばかりという状態に「身体の声」を尊重して健診嫌いを押して、教え子である中川恵一の診察や心電図検査を受けた。病院の待合室で妻や秘書と「天ぷらでも食べて帰ろうか」と話していたら「ここを動かないでください」と言われ、心臓カテーテル検査から2週間の入院となった。

## 人物
- 父の臨終に立ち会った際、周囲の大人たちに促されながら「さよなら」の一言を言えなかった経験が、中学生・高校生時代「人と挨拶するのが苦手」な性格に影響したと自己分析している。父という大切な存在にもできなかった挨拶を他人にするわけにはいかないと思っていたのだ。その因果関係に気づいたのは40歳を過ぎてからの通勤途中の地下鉄のホーム上であり、その後、地下鉄の中で涙しながら「そのとき初めて自分の中で父が死んだ」と自著で告白している[20]。

### 執筆活動
- 人間がものごとを認識する場合に根底に潜む問題、心の問題、社会現象の基底に潜む問題、世の中の俗人が見落としがちな大切なこと、などを、自身の専門である解剖学や、また脳科学など医学・生物学領域の知識を交えつつ解説することによって多くの読者を得ている。
- 1989年に『からだの見方』（筑摩書房）でサントリー学芸賞を受賞[21]。以後三十数年間にわたり、対談も含め一般向け著書を多く出版している。日本ペンクラブ会員である。メディア出演も多い。
- 2003年（平成15年）4月に出版した『バカの壁』（新潮新書）は、同年のベストセラー第1位で、毎日出版文化賞特別賞を受賞[22]、題名の「バカの壁」で新語・流行語大賞も受賞した[23]。新書判では戦後最多の発行部数である。

### 趣味
- 昆虫採集。特にヒゲボソゾウムシ[24]、クチブトゾウムシを集めている[25]。集めた昆虫はスキャナーで撮りデジタル図鑑にしている[26]。神奈川県の箱根の別荘（藤森照信設計の「養老昆虫館」）に、約10万点の昆虫標本を所蔵する[27]。別荘の基礎の側面には「馬」と「鹿」のイラスト（南伸坊筆）が描かれている[28]。
- 鎌倉昆虫同好会を結成し会長を務めた（機関誌は月刊『KABUTOMUSHI』）。テレビやラジオの取材も受けた。その頃から「どんな問い合わせにも応じられるような日本昆虫センターを作りたい」という夢を公言していた。虫が好きな理由については「論理的に意味がわからないことがたくさんある（からおもしろい）」という旨を述べている[28]。
- 2015年、鎌倉の建長寺に虫塚を建立した[29]。人間が多くの虫を日々殺している加害者であることに自覚的でありたいという趣旨と述べている[30]。虫かごに似せた外観は、隈研吾がデザインした[30]。
- 動物好きで、愛猫のまるをDVD化した『どスコい座り猫、まる。～養老孟司先生と猫の営業部長』が2011年にリリースされた。なお、愛猫のまるは2020年12月21日、心不全により18歳で亡くなった。拘束型心筋症を患い、晩年は寝たきりの状態が続いていた[31]。関連出版が、養老研究所名義（関由香写真）で3冊ある。

### 思想、社会事象の分析
- 自身の思想的立場、科学哲学を「すべてが物語・仮説であると考える点で、自分はポパー主義者である。」としている[32]。
- 文化や伝統、社会制度、言語、意識、心など人のあらゆる営みは脳という器官の構造に対応しているという「唯脳論」を提唱した。この考えは『月刊 現代思想』青土社に連載した、初期著作『唯脳論』（新版・ちくま学芸文庫）にまとめられている。
- 靖国問題というのは、世の中ではあたかも政治的な駆け引きのように語られているが、「死んだからと言って別人になるわけではない」とする中国の文化と、「死んだら神様としてまつる」日本の文化という、文化の違い、共同体のルール（の違い）の問題が根底にあるのでは、という旨の指摘をしている[33]。
- 日本、および世界の先進国の都市化を批判しており、美しく感じられる自然は人間の手入れによって保たれると述べている[34]。
- 医学部助手だった当時は、全共闘運動が全盛期で、多大な被害を受けた。全共闘の連中が養老に対して言い放った暴言や、やらかした学問に対する暴力のことは忘れておらず、自身の思想を深めるのに活かしてきた。研究室がゲバ棒を持ち覆面を被った学生達に押し入られ、「こんな一大事に研究なんかしている場合か」と非難されながら研究室を追い出された経験をして以来、「学問とは何か」「研究とは何か」「大学とは何か」といった問いに対して考え続けており、「私のなかで紛争は終わってない」と述べている[32][要ページ番号]。
そのような過去の経緯もあり、かつて「全共闘議長」だった山本義隆が2003年暮れに『磁力と重力の発見』で第30回大佛次郎賞を受賞した際に、養老は当時選考委員で、著作への授賞に異存はないとしつつも、自らが全共闘運動から受けた影響（全共闘運動により研究室から暴力的に追い出された）などを理由に「（個人的な）背景を含めた選評は拒否するしかない」という強い調子の文章を発表して話題となった[35]。
- 愛弟子・布施英利（美術解剖学、東京藝術大学教授）[36]による『養老孟司入門　脳・からだ・ヒトを解剖する』（ちくま新書、2021年）で、代表作を読みなおしその背景を語った。
- 医師であるが、「現代の医療システムに巻き込まれたくない」という理由で病院や健康診断を嫌っている[1][37]。

### 嗜好品、それに関する意見
- 喫煙者であり、たばこは毎日20本以上吸っている。肺がんの可能性についても「ストレス解消のほうが大事だから」として気にしていない[38]。
- 劇作家の山崎正和とともに禁煙ファシズム論を唱えている。副流煙の危険性について「問題外」としており、「低温で不完全燃焼するたばこから発生するので有害というのに科学的根拠はない」と述べている。また、喫煙の発癌性についても疑問視しており、「『肺がんの原因がたばこである』と医学的に証明されたらノーベル賞もの」と述べている。現在のたばこのパッケージには、肺がんや心筋梗塞の危険性が高まることについての警告が記載されているが、その文言を決めたうちの一人が大学の後輩医師だと知り、医師仲間が集まった際に「根拠は何だ」「因果関係は立証されているのか」と問い詰めた[39]。
- 『文藝春秋』2007年（平成19年）10月号において、近年の禁煙運動の高まりに対し「異質なものの徹底排除という原理主義的な雰囲気を感じる」とし、「たばこの害や副流煙の危険は証明されていない」といった主張を展開するとともに「禁煙運動はナチズム」と言及した[40]。

なお、これに対し日本禁煙学会は「たばこの副流煙に害が無い」とする養老の主張について、公開質問状を送付した。養老の事務所は「質問状が手元に届いても見ずに捨ててしまうだろう」としており、実際に回答もしていない。
- ビール一杯でひっくり返るほどの下戸だったが、解剖学の教授としてストレスを溜める日々を送るうちに、毎晩ウイスキー一本明けても平気になったという[43]。

## 受賞歴など
- 1989年『からだの見方』でサントリー学芸賞 受賞
- 著書『解剖学教室へようこそ』が1993年11月に第47回毎日出版文化賞の候補となった。
- 2003年出版の『バカの壁』は450万部を記録し、戦後日本の歴代ベストセラー第5位となった[3]。この『バカの壁』は次の賞を受賞した。
  - 2003年11月、第57回毎日出版文化賞 受賞
  - 2003年12月、第38回新風賞 受賞
  - 2003年12月、第2回「耀く!ブランチBOOK大賞」大賞 受賞
  - 題名の「バカの壁」で新語・流行語大賞 受賞
- 2015年 第64回神奈川文化賞 受賞
- 2023年 地域文化功労者[44]

## 著作

### 単著
- 『ヒトの見方－形態学の目から』筑摩書房、1985年 <1991年 ちくま文庫>
- 『脳の中の過程－解剖の眼』哲学書房、1986年 <1993年「脳の見方」ちくま文庫><2004年 哲学文庫／2023年 講談社学術文庫>
- 『形を読む－生物の形態をめぐって』培風館、1986年、新版2004年 <2020年 講談社学術文庫>
- 『からだの見方』筑摩書房、1988年 <1994年 ちくま文庫>
- 『解剖学　人体の構造と機能』（新版看護学全書）メジカルフレンド社 1989年、度々新版
- 『唯脳論』青土社、1989年 <1998年 ちくま学芸文庫>
- 『涼しい脳味噌』文藝春秋、1991年 <1995年 文春文庫>
- 『カミとヒトの解剖学』法藏館、1992年 <2002年 ちくま学芸文庫>
- 『脳に映る現代』毎日新聞社、1993年 <1995年「脳の冒険」三笠書房知的生きかた文庫>
- 『解剖学教室へようこそ』筑摩書房・ちくまプリマーブックス、1993年 <2005年 ちくま文庫>
- 『脳が読む 本の解剖学1』法藏館、1994年
- 『本が虫 本の解剖学2』法藏館、1994年
- 『続・涼しい脳味噌』文藝春秋、1995年 <1998年 文春文庫>
- 『考えるヒト』筑摩書房・ちくまプリマーブックス、1996年 <ちくま文庫、2015年>
- 『日本人の身体観の歴史』法藏館、1996年 <2004年「日本人の身体観」日経ビジネス人文庫><2022年 法藏館文庫>
- 『身体の文学史』新潮社、1997年 <2001年 新潮文庫><2010年 新潮選書>
- 『毒にも薬にもなる話』中央公論社、1997年 <2000年 中公文庫>
- 『臨床読書日記』文藝春秋、1997年 <2001年 文春文庫>
- 『臨床哲学』哲学書房、1997年
- 『現代社会と都市化－脳生理学者の現代文明論』三輪学苑、1998年。講演集
- 『I KNOW YOU 脳』かまくら春秋社、1998年 <2006年「脳のシワ」新潮文庫>
- 『異見あり－脳から見た世紀末』文藝春秋、2000年 <2002年 文春文庫>
- 『ミステリー中毒』双葉社、2000年 <2003年 双葉文庫>
- 『脳と自然と日本』白日社、2001年。講演集
  - 『ヒトはなぜ、ゴキブリを嫌うのか？　脳化社会の生き方』扶桑社新書、2019年
  - 『こう考えると、うまくいく。脳化社会の歩き方』扶桑社文庫、2023年。各・増補版
- 『手入れ文化と日本』白日社、2002年 <2013年「手入れという思想 養老孟司特別講義」新潮文庫>。講演集
- 『「都市主義」の限界』中公叢書、2002年 <2004年「あなたの脳にはクセがある」中公文庫>＜2024年「考える。生きるために、考える。」リベラル文庫＞
- 『人間科学』筑摩書房、2002年 <2008年「養老孟司の人間科学講義」ちくま文庫>
- 『からだを読む』ちくま新書、2002年
- 『バカの壁』新潮新書、2003年4月 -「壁」シリーズ（新書レーベル創刊時の刊）
- 『養老孟司の〈逆さメガネ〉』PHP新書、2003年<2017年「逆さメガネで覗いたニッポン」PHP文庫>
- 『まともな人』中公新書、2003年 <2007年 中公文庫>
- 『いちばん大事なこと　養老教授の環境論』集英社新書、2003年
- 『運のつき　死からはじめる逆向き人生論』マガジンハウス、2004年 <2007年 新潮文庫><「養老孟司の人生論」2016年 PHP / 2023年 PHP文庫>
- 『死の壁』新潮新書、2004年 -「壁」シリーズ
- 『真っ赤なウソ』大正大学出版会、2004年 <2010年 PHP文庫>
- 『かけがえのないもの』白日社、2004年 <2009年 新潮文庫>
- 『バカなおとなにならない脳』理論社、2005年
- 『私の脳はなぜ虫が好きか？』日経BP社、2005年
- 『こまった人』中公新書、2005年 <2009年 中公文庫>
- 『無思想の発見』ちくま新書、2005年
- 『超バカの壁』新潮新書、2006年 -「壁」シリーズ
- 『養老孟司のデジタル昆虫図鑑』日経BP社、2006年
- 『まともバカ 目は脳の出店』大和書房・だいわ文庫、2006年、新版2023年
- 『自分は死なないと思っているヒトへ』だいわ文庫、2006年、新版2023年（各・新編再刊）
- 『小説を読みながら考えた』双葉社、2007年
- 『ぼちぼち結論』中公新書、2007年 <2011年 中公文庫>
- 『養老訓』新潮社、2007年 <2010年 新潮文庫>
- 『読まない力』PHP新書、2009年
- 『養老孟司の旅する脳』小学館、2009年
- 『養老孟司の大言論』（全3巻）新潮社、2011年 <2014年 新潮文庫>
- 『庭は手入れをするもんだ 養老孟司の幸福論』中央公論新社、2012年 <2015年「養老孟司の幸福論 まち、ときどき森」中公文庫>
- 『バカの壁のそのまた向こう』かまくら春秋社、2013年
- 『身体巡礼―ドイツ・オーストリア・チェコ編―』新潮社、2014年 <2016年 新潮文庫>
- 『「自分」の壁』新潮新書、2014年 -「壁」シリーズ
- 『考える読書』双葉新書、2014年
- 『虫の虫』廣済堂出版、2015年 <2023年「養老先生と虫　役立たずでいいじゃない」ヤマケイ文庫>
- 『骸骨考―イタリア・ポルトガル・フランスを歩く―』新潮社、2016年 <2019年 新潮文庫>
- 『京都の壁』京都しあわせ倶楽部・PHP研究所、2017年
- 『遺言。』新潮新書、2017年
- 『半分生きて、半分死んでいる』PHP新書、2018年
- 『養老孟司特別授業 坊っちゃん』100分de名著：NHK出版、2018年、新版2019年。放送テキスト
- 『神は詳細に宿る』青土社、2019年
- 『ヒトの壁』新潮新書、2021年。「壁」シリーズ
- 『〈自分〉を知りたい君たちへ 読書の壁』毎日新聞出版、2022年。読書案内
- 『ものがわかるということ』祥伝社、2023年
- 『老い方、死に方』PHP新書、2023年
- 『ヒトの幸福とはなにか』筑摩書房、2023年
- 『生きるとはどういうことか』筑摩書房、2023年
- 『時間をかけて考える』毎日新聞出版、2024年。読書案内
- 『人生の壁』新潮新書、2024年。「壁」シリーズ
- 『日本が心配』PHP新書、2025年

### 対談・対話集
- 『脳という劇－唯脳論・対話編』青土社、1991、新装版2005（16名との対話）
- 『脳が語る科学　養老孟司対談集』青土社、1999
- 『脳が語る身体　養老孟司対談集』青土社、1999
- 『養老孟司・学問の格闘－「人間」をめぐる14人の俊英との論戦』日本経済新聞社、1999 <2003年「養老孟司 ガクモンの壁」日経ビジネス人文庫>
- 『養老孟司・学問の挑発－「脳」にいどむ11人の精鋭との論戦』日本経済新聞社、2000 <2003年「養老孟司 アタマとココロの正体」日経ビジネス人文庫>
- 『話せばわかる！ 身体がものをいう　養老孟司対談集』清流出版、2003
- 『見える日本、見えない日本　養老孟司対談集』清流出版、2003
- 『生の科学、死の哲学　養老孟司対談集』清流出版、2004
- 『ニッポンを解剖する　養老孟司対談集』講談社、2006（14名との対話）
- 『本質を見抜く力 環境・食料・エネルギー』PHP新書、2008（竹村公太郎、神門善久との対話）
- 『日本のリアル 農業、漁業、林業、そして食卓を語り合う』PHP新書、2012（岩村暢子、岩澤信夫、畠山重篤、鋸谷茂との対話集）
- 『文系の壁 理系の対話で人間社会をとらえ直す』PHP新書、2015（森博嗣、藤井直敬、鈴木健、須田桃子との対話集）
- 『AIの壁　人間の知性を問いなおす』PHP新書、2020（羽生善治、井上智洋、岡本裕一朗、新井紀子との対話集）
- 『子どもが心配 人として大事な三つの力』PHP新書、2022（宮口幸治、高橋孝雄、小泉英明、高橋和也との対話集）
- 『日本の歪み』講談社現代新書、2023（茂木健一郎、東浩紀と座談討論）

### 編著
- 『解剖学第3巻』（原著：小川鼎三）、山田英智と共改訂、金原出版 1982
- 『わかりやすい動脈硬化の成因 血管壁代謝を中心に』須永俊明、岡元孝二ほか共編著 メディカルトリビューン 1984
- 『進化・人間はどこへ』ほるぷ出版、1987年。スズキコージ絵。児童向け
- 『講座進化』（全7巻、共編：柴谷篤弘・長野敬）東京大学出版会 1991-92
- 『日本の名随筆 別巻44　記憶』作品社 1994
- 『図説 人体博物館』監修（共著：坂井建雄・荒俣宏・吉田穣）筑摩書房、1995
- 『江戸のなかの近代―秋田蘭画と『解体新書』』（共編：高階秀爾・武塙林太郎・芳賀徹）筑摩書房、1996
- 『現代日本文化論 7 体験としての異文化』河合隼雄共編 岩波書店、1997
- 『これは凄い東京大学コレクション』新潮社：とんぼの本、1998（共編：荒俣宏・黒田日出男・西野嘉章）
- 『キネ旬ムック|フィルムメーカーズ6 宮崎駿』責任編集 キネマ旬報社、1999
- 『脳と生命と心－第1回シンポジウム』哲学書房、2000
- 『解剖生理学　人体の構造と機能』内山安男共編（新体系看護学1）メヂカルフレンド社、2002
- 『養老先生と遊ぶ 養老孟司まるごと一冊』新潮社<新潮ムック>、2005
- 『虫は人の鏡　擬態の解剖学』海野和男写真、毎日新聞出版、2020
- 〈虫っておもしろい！〉シリーズ、写真：海野和男、こどもくらぶ編、新日本出版社、2020-2021
  1. 『おどろき！世界のへんてこな虫』
  2. 『さがしてみよう! 虫のかくれんぼ』
  3. 『どこにいるかな？ 虫のかくれんぼ』
  4. 『みてみて！日本のへんてこな虫』
  5. 『ここがすごいぞ！虫のびっくり力』
  6. 『どうなるの？虫がいなくなったら』
- 『養老先生のさかさま人間学』ミチコーポレーション・ぞうさん出版、2021年。さとうまなぶイラスト
- 『まる ありがとう』西日本出版社、2021年。平井玲子写真

### 共著
- 『中枢は末梢の奴隷－解剖学講義』島田雅彦共著、朝日出版社・レクチャーブックス、1985 <2004年「ネコのヒゲは脳である」改訂版>
- 『恐龍が飛んだ日－尺度不変性と自己相似』柴谷篤弘共著、哲学書房、1986 <1995年ちくま文庫>
- 『解剖の時間－瞬間と永遠の描画史』布施英利共著、哲学書房、1987
- 『身体の冒険』ユー・ピー・ユー 1992

大島清、甲野善紀、布施英利、多田富雄、志賀隆生、小林昌廣、矢原一郎、加藤邦彦、安西祐一郎、小町谷朝生共著
- 『脳と墓 1 ヒトはなぜ埋葬するのか』斉藤磐根共著、弘文堂・叢書死の文化、1992
- 『古武術の発見－日本人にとって「身体」とは何か』甲野善紀共著、光文社カッパ・サイエンス、1993　<2003年 知恵の森文庫>
- 『人間・生と死のはざま－養老孟司VS.ひろさちや 対談集』主婦の友社、1994
- 『目から脳に抜ける話』吉田直哉対談、筑摩書房、1994　<2000年ちくま文庫>
- 『男学女学』長谷川眞理子共著、読売新聞社、1995 <1998年「男の見方 女の見方」PHP文庫>
- 『心とコンピュータ』吉成真由美・北野宏明・利根川進・松本元共著、ジャストシステム 1995
- 『対話 生命・科学・未来』森岡正博共著、ジャストシステム 1995 <2003年「対話 脳と生命」ちくま学芸文庫>
- 『三人寄れば虫の知恵』奥本大三郎・池田清彦共著、洋泉社、1996 <2001年 新潮文庫>
- 『寄り道して考える』森毅共著、PHP研究所、1996 <2004年 PHP文庫>
- 『やさしい「唯脳論」』楳図かずお共著、メディアファクトリー、1996
- 『死の発見－ヨーロッパの古層を訪ねて』松原秀一・荻野アンナ共著、岩波書店、1997
- 『解剖学個人授業』南伸坊対談、新潮社、1998 <2002年、新潮文庫>
- 『自分の頭と身体で考える』甲野善紀共著、PHP研究所、1999 <2002年、PHP文庫>
- 『脳+心+遺伝子vs.サムシンググレート ミレニアムサイエンス人間とは何か』茂木健一郎・村上和雄・竹内薫共著、徳間書店 2000
- 『「私」はなぜ存在するか－脳・免疫・ゲノム』多田富雄・中村桂子共著、哲学書房・哲学文庫、2000
- 『子どもの頃、本当はこんなことを考えていた－親が子を理解するために』PHP研究所、2001

クリスティーヌ・プレ、山極寿一・黒井健・原田龍二・馬場一雄共著
- 『生命の文法－「情報学」と「生きること」』中村桂子共著、哲学書房、2001
- 『蓮實養老 縦横無尽－学力低下・脳・依怙贔屓』蓮實重彦共著、哲学書房、2001
- 『記憶がウソをつく！』古舘伊知郎共著、扶桑社、2002 <2004年 扶桑社新書>
- 『虫眼とアニ眼』宮崎駿共著、徳間書店スタジオジブリ事業本部、2002 <2008年 新潮文庫>
- 『新医学概論』森岡恭彦・村上陽一郎共著、産業図書、2003
- 『スルメを見てイカがわかるか！』茂木健一郎共著、角川oneテーマ21、2003
- 『「バカの壁」をぶち壊せ！ 正しい頭の使い方』日下公人共著、ビジネス社、2003
- 『猿人類にみる人間』伊谷純一郎・尾本惠市共著、中山書店、2003
- 『オバサンとサムライ』テリー伊藤共著、宝島社、2004、宝島社新書、2006 <2009年「私はオバサンになりたい!」宝島社SUGOI文庫>
- 『「わかる」ことは「かわる」こと』佐治晴夫共著、河出書房新社、2004
- 『希望のしくみ』アルボムッレ・スマナサーラ共著、宝島社、2004、宝島社新書、2006
- 『科学は豹変する』和田昭允共著、培風館、2005
- 『自分を生ききる　日本のがん医療と死生観』中川恵一共著、小学館、2005
- 『道元禅を生きる』南澤道人著 波平恵美子・奈良康明対談、四季社、2005
- 『脳と魂』玄侑宗久共著、筑摩書房 2005、ちくま文庫、2007
- 『マンガをもっと読みなさい　日本人の脳はすばらしい』牧野圭一共著、晃洋書房、2005
- 『笑いの力』河合隼雄・筒井康隆共著、岩波書店、2005
- 『養老孟司＆茂木健一郎の「天才脳」の育て方』アスコム、2006
- 『男女(オスメス)の怪』阿川佐和子共著、大和書房、2006 <2009年 だいわ文庫>
- 『君子の交わり、小人の交わり　日中関係を90度ずらす』王敏共著、中公新書ラクレ、2006
- 『命と向き合う 老いと日本人とがんの壁』中川恵一・和田秀樹共著 小学館、2007
- 『逆立ち日本論』内田樹共著、新潮選書、2007
- 『人生の疑問に答えます』太田光共著、日本放送出版協会、2007
- 『バカにならない読書術』池田清彦・吉岡忍共著、朝日新書、2007 <2015年「世につまらない本はない」朝日文庫>
- 『21世紀を森林（もり）の時代に』立松和平、山田壽夫、天野礼子共著、北海道新聞社、2008
- 『虫捕る子だけが生き残る「脳化社会」の子どもたちに未来はあるのか』奥本大三郎・池田清彦共著、小学館101新書、2008
- 『正義では地球は救えない』池田清彦共著、新潮社、2008
- 『脳あるヒト 心ある人』角田光代共著、扶桑社新書、2008
- 『ほんとうの環境問題』池田清彦共著、新潮社、2008
- 『環境を知るとはどういうことか 流域思考のすすめ』岸由二共著、PHPサイエンス・ワールド新書、2009
- 『虫のフリ見て我がフリ直せ』河野和男共著、明石書店、2009
- 『耳で考える 脳は名曲を欲する』久石譲共著、角川oneテーマ21新書、2009
- 『日本人ならこう考える 日本と世界の文明放談』渡部昇一共著、PHP研究所、2009
- 『江戸の知恵 「三方良し」で日本は復活する』徳川恒孝共著、PHP研究所、2010
- 『絵になる子育てなんかない』小島慶子共著、幻冬舎、2011
- 『ほんとうの復興』池田清彦共著、新潮社、2011
- 『日本人はどう住まうべきか?』隈研吾共著、日経BP社、2012、新潮文庫 2016
- 『日本人はどう死ぬべきか?』隈研吾共著 日経BP社、2014、新潮文庫 2022
- 『無知の壁 「自分」について脳と仏教から考える』アルボムッレ・スマナサーラ共著 釈徹宗聞き手 サンガ新書、2014
- 『インテリジェンスの原点』藤原正彦、半藤一利共述、聞き手五木寛之、扶桑社、2015
- 『昆虫はもっとすごい』丸山宗利、中瀬悠太共著、光文社新書、2015／光文社未来ライブラリー文庫、2023
- 『「身体」を忘れた日本人』C・W・ニコル共著（聞き手青山聖子）、山と溪谷社、2015／ヤマケイ文庫、2023
- 『ねこバカいぬバカ ペットの長生き、医療、看取り対談』近藤誠共著、小学館、2015
- 『老人の壁』南伸坊共著、毎日新聞出版、2016
- 『超 老人の壁』南伸坊共著、毎日新聞出版、2017
- 『他人の壁』名越康文共著、SB新書、2017
- 『歳を取るのも悪くない』小島慶子共著、中公新書ラクレ、2018
- 『孟司と誠の健康生活委員会』近藤誠共著、文藝春秋、2019
- 『がんから始まる生き方』柏木博、中川恵一共著、NHK出版新書、2019
- 『コロナ後の世界を語る　現代の知性たちの視線』朝日新書、2020。インタビュー：私の人生は「不要不急」なのか？
- 『虫とゴリラ』山極寿一共著、毎日新聞出版、2020、毎日文庫 2022
- 『死を受け入れること　生と死をめぐる対話』小堀鴎一郎共著、祥伝社、2020
- 『世間とズレちゃうのはしょうがない』伊集院光共著、PHP研究所、2020
- 『養老先生、病院へ行く』中川恵一共著、エクスナレッジ、2021
- 『AI支配でヒトは死ぬ。 システムから外れ、自分の身体で考える』浜崎洋介聞き手、ビジネス社、2021
- 『地球、この複雑なる惑星に暮らすこと』ヤマザキマリ共著、文藝春秋、2022
- 『年寄りは本気だ はみ出し日本論』池田清彦共著、新潮選書、2022
- 『科学のカタチ』宮崎徹共著、時事通信社、2022
- 『養老先生、再び病院へ行く』中川恵一共著、エクスナレッジ、2023
- 『日本の進む道　成長とは何だったのか』藻谷浩介共著、毎日新聞出版、2023
- 『老いてはネコに従え』下重暁子共著、宝島社新書、2023
- 『ニホンという病』名越康文と共著、日刊現代・講談社、2023
- 『なるようになる。僕はこんなふうに生きてきた』鵜飼哲夫聞き手、中央公論新社、2023
- 『こどもを野に放て！ AI時代に活きる知性の育て方』春山慶彦と対話、集英社、2024
- 『老人の知恵』田原総一朗共著、毎日新聞出版、2024
- 『養老先生、がんになる』中川恵一共著、河出書房新社、2024

### 翻訳・監修
- S・M・スタンレー『進化の新しいタイムテーブル』岩波現代選書、1983。「進化　連続か断続か」同時代ライブラリー 1992
- ロベルト＝カスパー『リンゴはなぜ木の上になるか－生物進化の旅』坂井建雄 共訳 岩波書店、1987
- A.C.フェビアン編『起源をたずねて』村上陽一郎 共監訳 産業図書、1993
- エルンスト・マイア『ダーウィン進化論の現在』岩波書店、1994
- ピート＝ローワン『からだの図鑑－実物大イラストレーション』増田弥生共訳 三省堂、1996
- ウォルター・ピエルパオリ,キャロル・コールマン,ウィリアム・リーゲルソン『驚異のメラトニン』監訳 チャーチル・リビングストーン・ジャパン、1996
- マイケル・I.ポスナー,マーカス・E.レイクル『脳を観る 認知神経科学が明かす心の謎』加藤雅子、笠井清登共訳 日経サイエンス社、1997
- ケート・スウィーニー『からだ探検－ゼロからの解剖学』監訳 アプライ、2004
- スティーヴ・パーカー『生物の進化大事典』※日本語監修　三省堂、2020

### CD・DVD
- 慶應MCC夕学セレクション　養老 孟司 「話が通じない人の思考」(CD) --日本音声保存
- 養老孟司の悩みのツボ（DVD）（共演：太田光）--コロムビアミュージックエンタテインメント
- アーカイブス野口体操（DVDブック）（共著：野口三千三・羽島操）--春秋社
- 養老孟司が語る「わかる」ということ（新潮CD講演）--新潮社

## 論文
- 国立情報学研究所収録論文 国立情報学研究所
- 養老孟司 (1967), “ウロコ形成におけるニワトリ胎児表皮の増殖と分化〔博論要旨〕”, 東京医学雑誌 75 (3):  140-141
- 養老孟司; 神谷敏郎 (1973), “トガリネズミの放臭腺の構造〔英文〕”, 日本組織学記録 35 (5):  403-415, doi:10.1679/aohc1950.35.403
- 養老孟司 (1974), “外分泌腺の構造と機能 (細胞の構造と機能(特集))”, 東京医学 82 (4):  347-352
- 養老孟司 (1976), “顎下腺の比較組織学--多様性の由来 (分泌腺<特集>)”, 生体の科学 27 (2):  105-113
- 養老孟司 (1977), “トガリネズミからみた世界--形態から推理する”, 科学 47 (11):  658-664
- 養老孟司 (1981), “わが始祖、食虫類に魅せられて”, 自然 36 (13):  68-75

## メディア出演

### 映画
- 『ガメラ2 レギオン襲来』（1996年・大映） - 北海道大学獣医学部の教授役

### テレビ
- NHK 『ナイトジャーナル』  - 書評担当。
- TBS『いのちの響』
- NHK 『養老孟司のオーストラリア新昆虫記(1)』（1993年3月）[45]
- NHK 『NHKスペシャル 驚異の小宇宙 人体II 脳と心』 - 諮問委員会などで参加
- フジテレビ『アウト×デラックス』 - 2014年5月1日出演
- NHK『NHKスペシャル 明治神宮 不思議の森〜100年の大実験〜』 などゲスト出演多数。
- NHK　"養老先生"（養老センセイ）シリーズ　- 養老先生（および飼い猫の「まる」）という存在自体や養老センセイの心や頭脳の世界をメインテーマとして扱った番組。
  - 『ネコメンタリー 猫も、杓子も「養老センセイと まる」』NHK、2017年春放送。
  - 『まいにち養老先生 ときどき まる  "めぐる春"』NHK総合テレビ、2020年7月放送
  - 『まいにち養老先生 ときどき... 2021 夏』NHK、2021年8月放送

### ラジオ
- 『FMフェスティバル 未来授業〜明日の日本人たちへ』 - 2012年12月24日 養老孟司 第1回 未来授業 Vol.306
- TBSラジオ『たまむすび』 - 2013年8月28日放送ゲスト

### テレビCM
- HITACHI - 企業CM
- ユニクロ
- メガネのパリミキ
- ハウルの動く城 - DVD発売として美輪明宏、木村拓哉とともに共演。
- 大日本印刷